# Напа (округ)

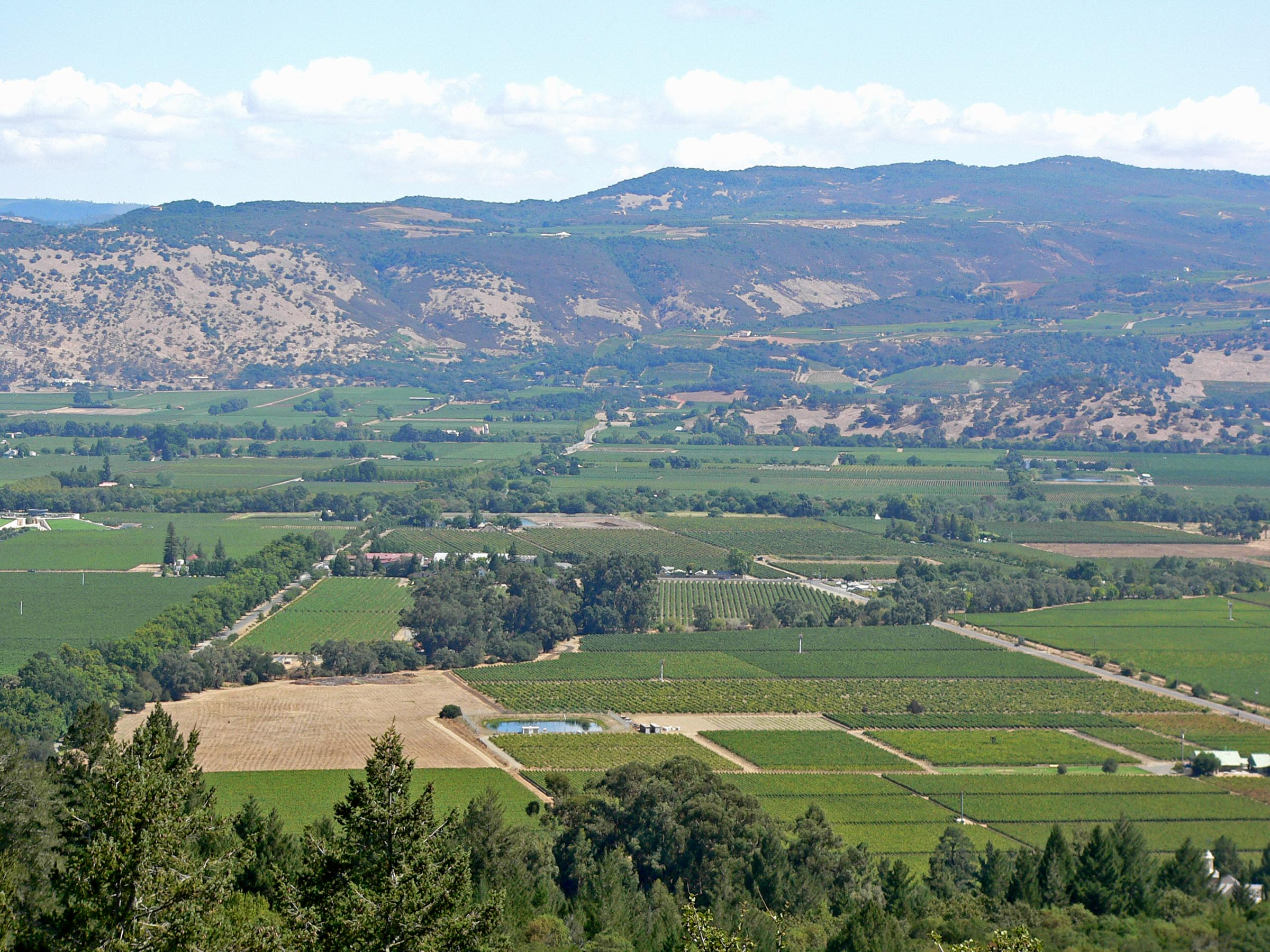
Типичный пейзаж округа

На́па (англ. Napa County) — один из 58 округов американского штата Калифорния. Практически весь округ занимает одноимённая долина, известная на весь мир своими виноградниками и вином, в основном сорта Каберне Совиньон.

## География
Округ Напа находится в Области залива Сан-Франциско, в его регионе Норт-Бей. С запада Напа граничит с округом Сонома, с севера — с округом Лейк, с северо-востока — с округом Йоло, с юго-востока — с округом Солано, а с юга омывается водами залива Сан-Пабло.
Площадь округа составляет 2043,5 км², из которых 1937,3 км² (94,8 %) занимает суша, а 106,2 км² (5,2 %) — открытые водные пространства. На севере округа находятся горы Майякамас, один из пиков которых является наивысшей точкой Напы — 1281 метр над уровнем моря.
Через округ проходят крупные автодороги SR 12, SR 29, SR 121, SR 128 и SR 221. Что касается общественного транспорта: автобусное сообщение в округе обеспечивает компания VINE Transit, железнодорожное — Napa Valley Wine Train, воздушное — Аэропорт округа Напа.
Крупнейшие населённые пункты
По убыванию количества жителей (указано в скобках на 2020 год). Административный центр выделен полужирным.
- Напа (79 246)
- Американ-Каньон (21 837)
- Сент-Хелина (5430)
- Калистога (5228)
- Яунтвилл (3436)

Водные объекты
- Водохранилище Берриесса — седьмое в списке крупнейших водохранилищ штата[англ.] и 78-е в аналогичном списке для всех США[англ.]
- Водохранилище Хеннесси[англ.]
- Река Напа — частично на территории округа
- Река Пута-Крик[англ.] — частично на территории округа
- Река Милликен-Крик[англ.]
- Марши Напа-Сонома[англ.] — частично на территории округа

Природоохранные территории
- Парк штата Роберт-Льюис-Стивенсон[англ.] — частично на территории округа.
- Национальный заповедник Сан-Пабло-Бей[англ.] — частично на территории округа.

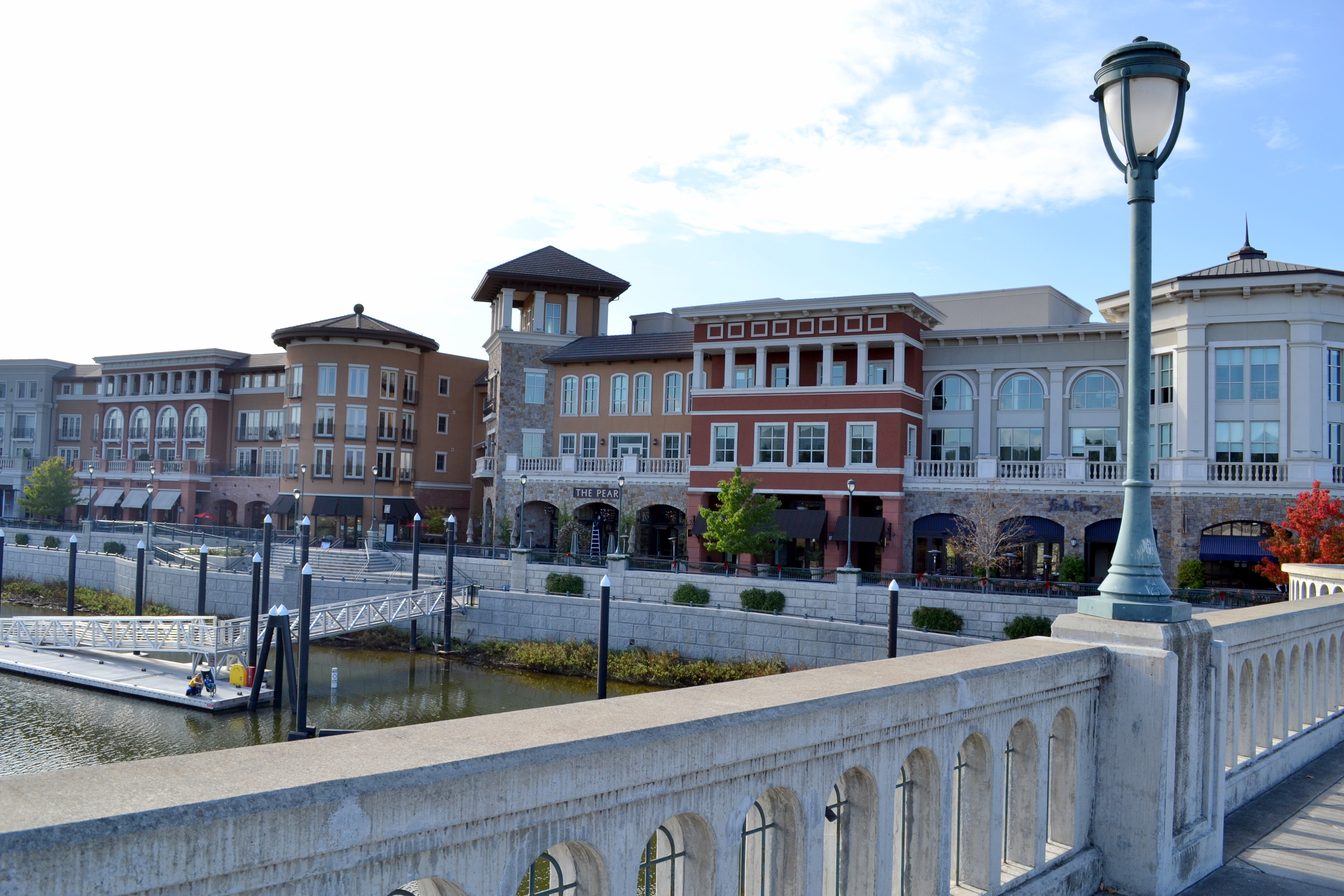
Город Напа — административный центр округа Напа
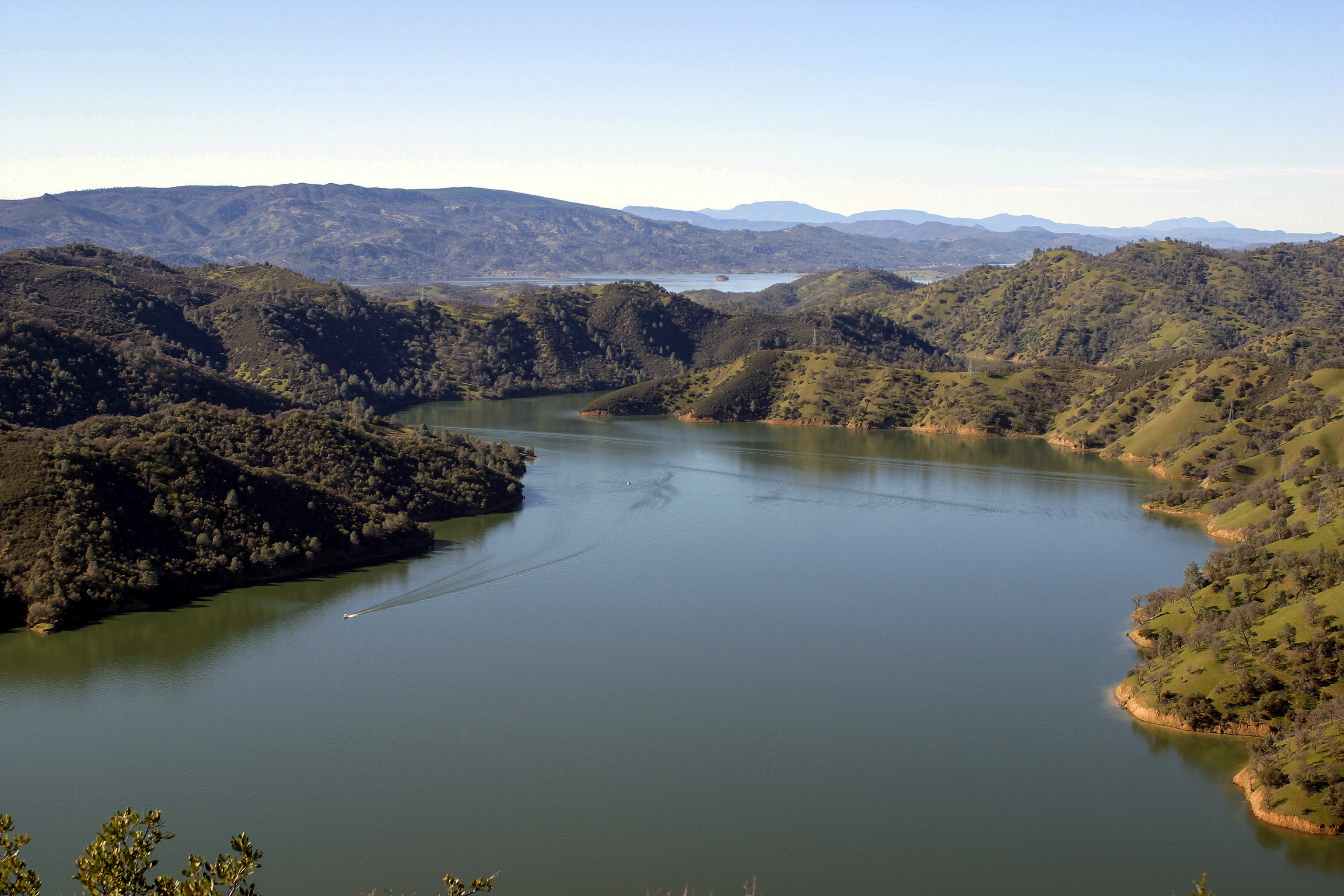
Водохранилище Берриесса — седьмое в списке крупнейших водохранилищ Калифорнии

В округе Напа произрастают редкие цветы Castilleja neglecta и Eriophyllum latilobum — кроме Напы они обнаружены лишь в двух других округах Калифорнии и более нигде в мире; и Lasthenia conjugens — кроме Напы он обнаружен лишь в шести других округах Калифорнии и более нигде в мире.

## История
Изначально на месте нынешнего округа Напа жили индейцы племени патвин и, в меньшем количестве, ваппо. Первым постоянным евроамериканским сооружением на территории будущего округа стал форт, построенный в 1776 году испанским губернатором Калифорнии Фелипе де Неве на плато чуть северо-западнее будущего города Напа.
В первой половине XIX века, до 1841 года, на территории будущего округа русские из близлежащего поселения Форт-Росс пасли свой домашний скот — в долине Напа росла очень пышная и сочная трава. Первыми европейскими исследователями долины Напа стали Фрэнсис Кастро и Отец Хосе Альтимура, которые прибыли сюда в 1823 году. В начале 1830-х годов сюда стали прибывать первые евроамериканские поселенцы — в то время в долине жили шесть индейских племён, которые разговаривали на разных диалектах и враждовали не только с белыми людьми, но и друг с другом. В 1838 году значительная часть этих индейцев умерла от эпидемии оспы, принесённой цивилизованными людьми; также известно, что поселенцы убивали индейцев, обвиняя их в краже скота.
Первым постоянным евроамериканским жителем округа считается Джордж Калверт Юнт. В 1836 году он получил от Мексики (которой тогда принадлежала Калифорния) земельный надел площадью около 48 км² под названием Rancho Caymus. На нём он построил бревенчатый дом, лесопилку, мельницу, а также высадил первый в округе виноградник. После смерти 71-летнего Юнта в 1865 году в его честь был назван городок Юнтвилл.
В 1847 году было основано поселение Напа, которое вскоре стало городом и административным центром округа.
Округ Напа, образованный 18 февраля 1850 года, является одним из «первоначальных», то есть созданных при образовании Калифорнии как штата. В 1861 году часть округа Напа была передана соседнему округу Лейк. После Американо-мексиканской войны, на фоне создания Калифорнийской республики, подписания Договора Гвадалупе-Идальго и осуществления «Мексиканской уступки» (англ. Mexican Cession), в 1850-х — 1870-х годах поселенцы округа получали за недорого крупные наделы земли. Первые постоянные жители Напы преимущественно занимались скотоводством, растили зерно и фрукты. Добыча полезных ископаемых была развита хуже: в отличие от других регионов штата, золота здесь обнаружено не было, хотя в некоторых количествах добывали серебро и ртуть.
В 1859 году в округе открылась первая коммерческая винодельня, в 1861 году — вторая, причём она работает и поныне. В 1866 году открылась первая платная дорога в округе: от городка Калистога через гору Сент-Хелина в округ Лейк. В 1884 году в Юнтвилле открылся Дом ветеранов — первый не только в штате, но и во всей стране.
В середине 1880-х годов бизнесмен и журналист Сэмюэль Бреннан купил землю в северной части долины у подножия Сент-Хелины и основал там поселение Калистога (ныне 4-е по количеству жителей в округе). Поскольку в этом месте било несколько горячих минеральных источников, он поставил своей целью сделать из этого поселения город-курорт. Действительно, с тех пор и поныне в Калистогу и другие города Напы в заметных количествах приезжают на один-двухдневный отдых жители Сан-Франциско: хоть мегаполис находится географически совсем рядом с округом Напа (полтора часа езды на автомобиле), погода там заметно прохладнее и более туманна, чем здесь.
По данным конца 1900-х годов в округе Напа было высажено более полумиллиона фруктовых и ореховых деревьев, в основном слив и груш.

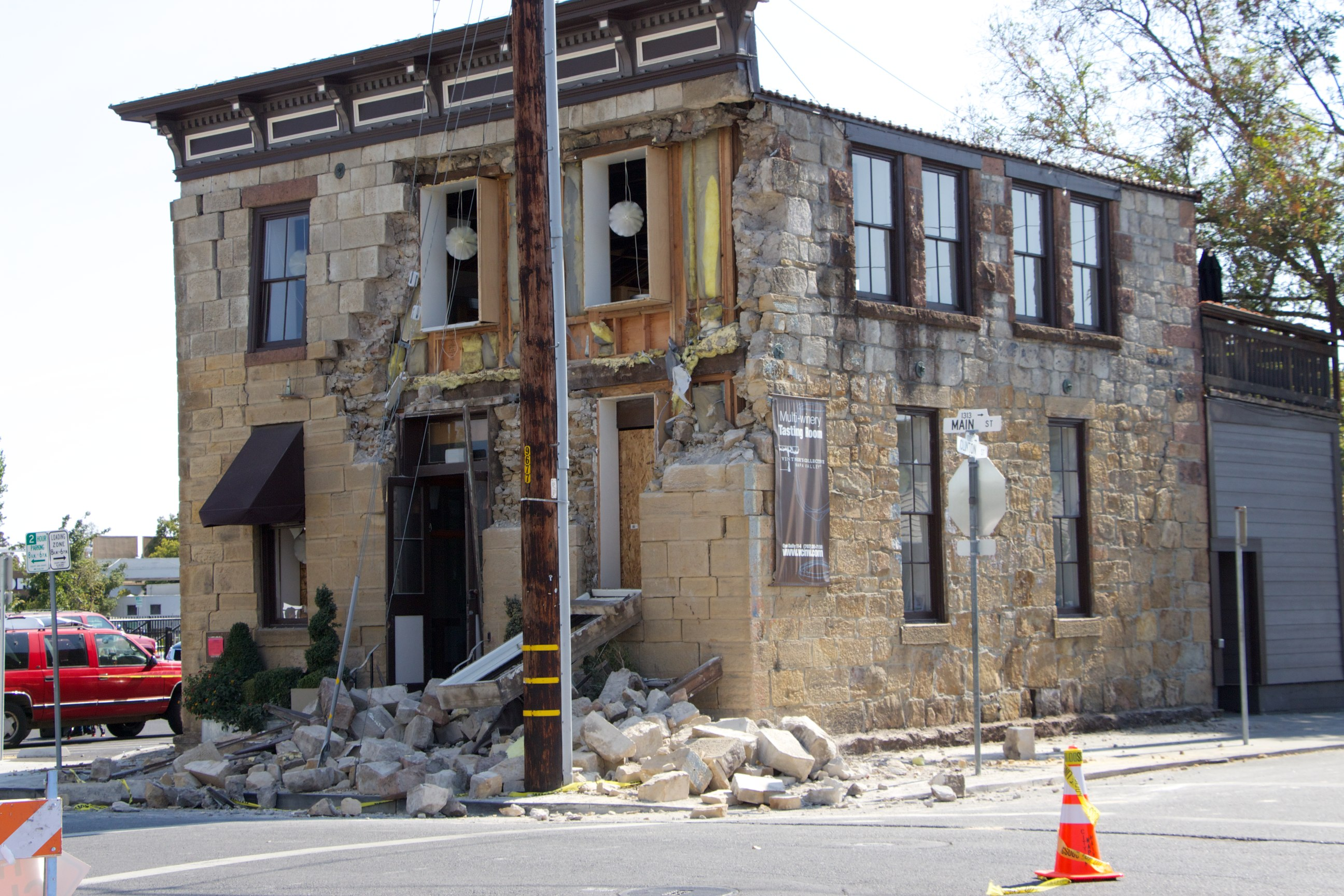
Здание прачечной Сэма Ки после Землетрясение в округе Напа (2014)

В 1920 году округ ожидал двойной экономический удар: в силу вступил «сухой закон» и виноград долины подвергся нашествию филлоксеры. Поскольку к тому времени значительную часть экономики округа составляло виноделие, сотни предпринимателей-виноградарей были разорены. Выходом из положения для уцелевших предприятий стал экспорт винограда и изюма в другие регионы страны. Некоторые предприниматели использовали лазейки в этом законе: таким образом они добились разрешения всё-таки поставлять вино для священников и раввинов местной епархии. В 1933 году «сухой закон» был отменён и цены на виноград отпустились до невероятных 24 доллара за тонну, поэтому экспортировать его стало невыгодно, он опять стал перерабатываться на внутреннем рынке округа. Постепенно начало восстанавливаться виноделие, особенно после Второй мировой войны, но теперь оно не имело повсеместного распространения, как раньше; основным занятием населения стало разведение скота и выращивание слив.
За время Второй мировой войны 3000 рабочих компании Basalt Rock Co., работая круглосуточно в три смены, построили для нужд ВМФ США 36 спасательных кораблей.
В 1966 году винодел Роберт Мондави, поссорившись с братом, основал собственную винодельческую компанию. Это стало самым крупным предприятие подобного рода со времён «сухого закона». Также он первым в регионе стал разливать вино в бутылки ёмкостью 1,5, а не 0,7 литров.
В 1976 году семью местными жителями был основан Земельный трест округа Напа. Его цель — защищать «природное разнообразие округа, его сельскохозяйственное жизненное очарование». Работа Треста замедлила застройку вне населённых пунктов, но в то же время количество жителей в городах округа продолжило неуклонно увеличиваться. Уже после начала работы организации в округе появился ещё один город — Американ-Каньон, который по переписи 2010 года является вторым по количеству жителей в округе, хотя получил статус city лишь в 1992 году. В настоящее время Трест, насчитывающий уже около 1700 активных членов, курирует более 200 км² земли, то есть более 10 % суши округа.
По состоянию на 2010 год в округе работали около 400 виноделен. Округ ежегодно принимает около 5 миллионов туристов, причём в 2011 году визит 3,8 миллионов из них так или иначе связан с производимым здесь вином.
24 августа 2014 года округ подвергся удару землетрясения, в результате которого 1 человек погиб, около 200 получили ранения, был причинён ущерб на 362—1000 миллионов долларов.

## Экономика
Средние и маленькие компании стали появляться в округе в заметных количествах лишь после Второй мировой войны, большинство их занимались виноделием и туризмом. В самые удачные годы до 90 % пахотных земель были отданы под виноградники, в настоящее время лидерами в этой отрасли являются винодельни Stag's Leap Wine Cellars и Chateau Montelena. Также известны Araujo Estate Wines, Dominus Estate и другие. В 2009 году виноград составил 99 % от всей сельскохозяйственной продукции, поставляемой округом (в 1968 году — 26 %); оставшийся процент составили мясо скота, козий сыр и оливковое масло. По данным 2011 года в округе было 789 виноделен, их общий доход составлял 3,7 млрд долларов в год; было 1600 виноградников (коммерческих и некоммерческих), занимавших площадь 177,46 км² (9,16 % от всей площади суши округа).
В округе с 1863 года выходит собственная газета Napa Valley Register с ежедневным тиражом около 12 тысяч экземпляров.

## Достопримечательности
В округе Напа 80 зданий, сооружений и территорий внесены в Национальный реестр исторических мест США и 17 — в список исторических достопримечательностей Калифорнии. Среди наиболее известных можно отметить Виноградники Беринджера, Виноградники Шрамсберга, дом Элмсхэвен, ресторан «Французская прачечная», Кулинарный институт Америки в Грейстоуне, театр Напа Валли Опера Хаус, замок Кастелло-ди-Амороса и другие.

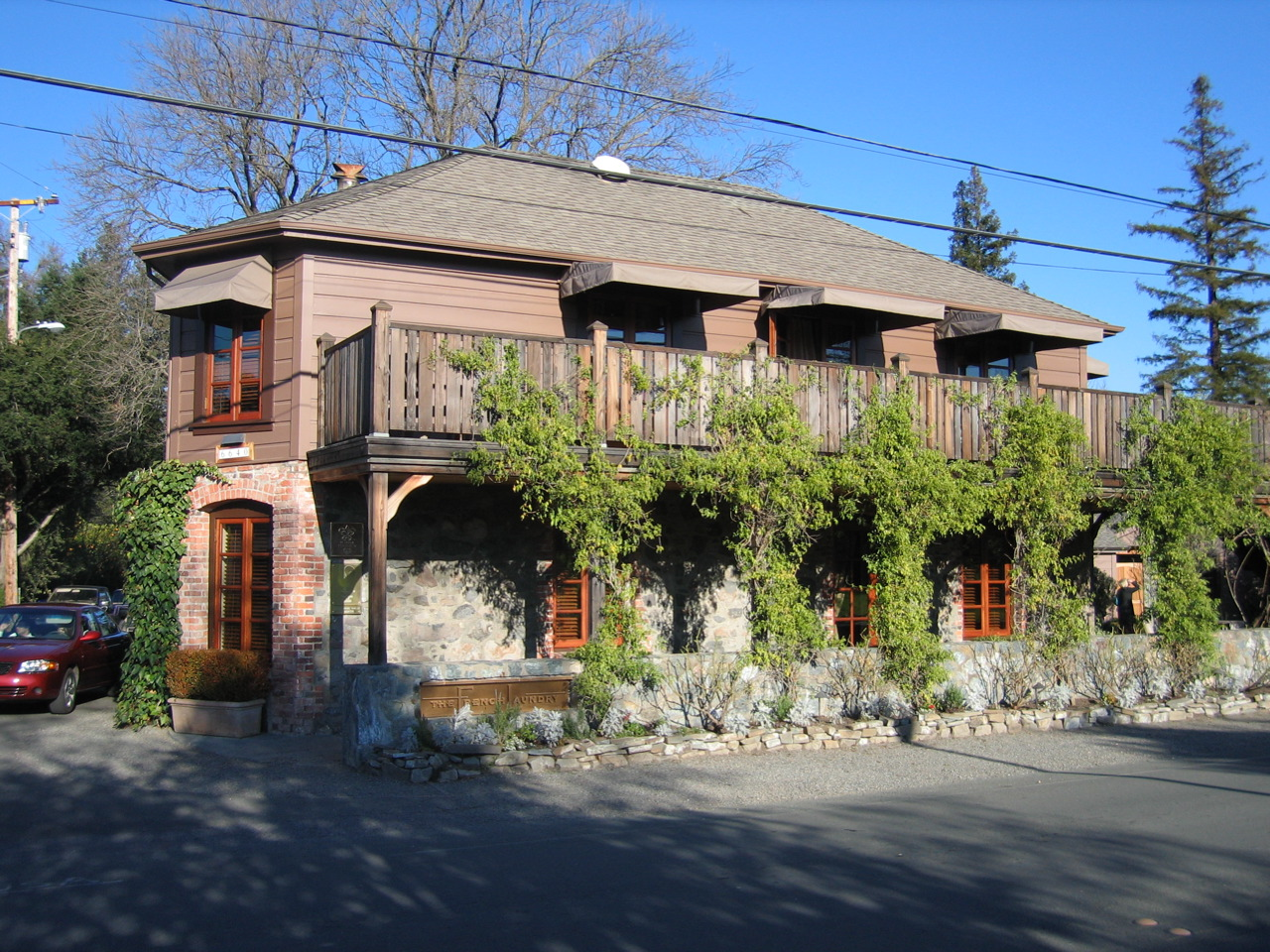
Ресторан «Французская прачечная»[англ.]
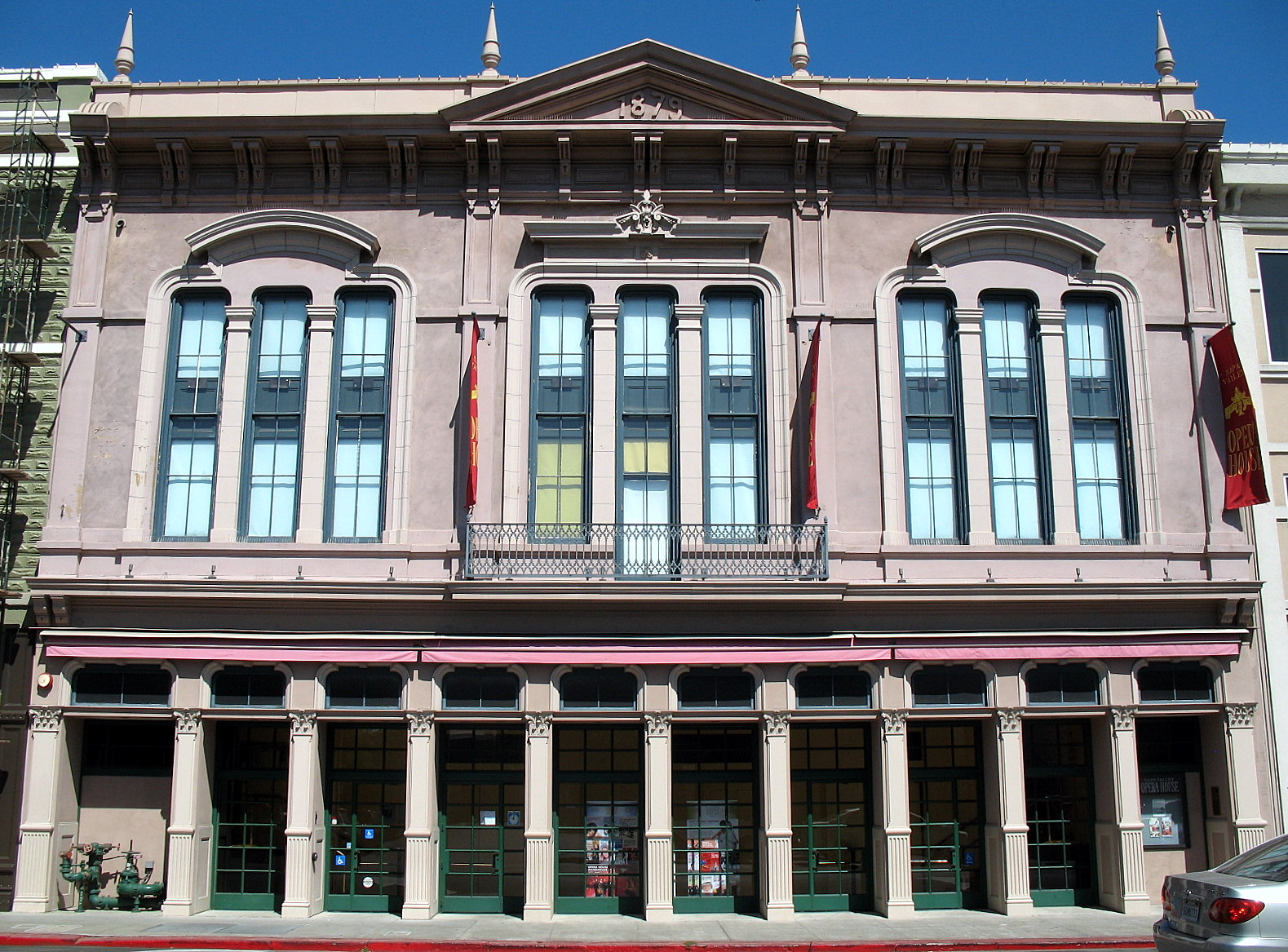
Театр Оперный дом Долины Напа[англ.]
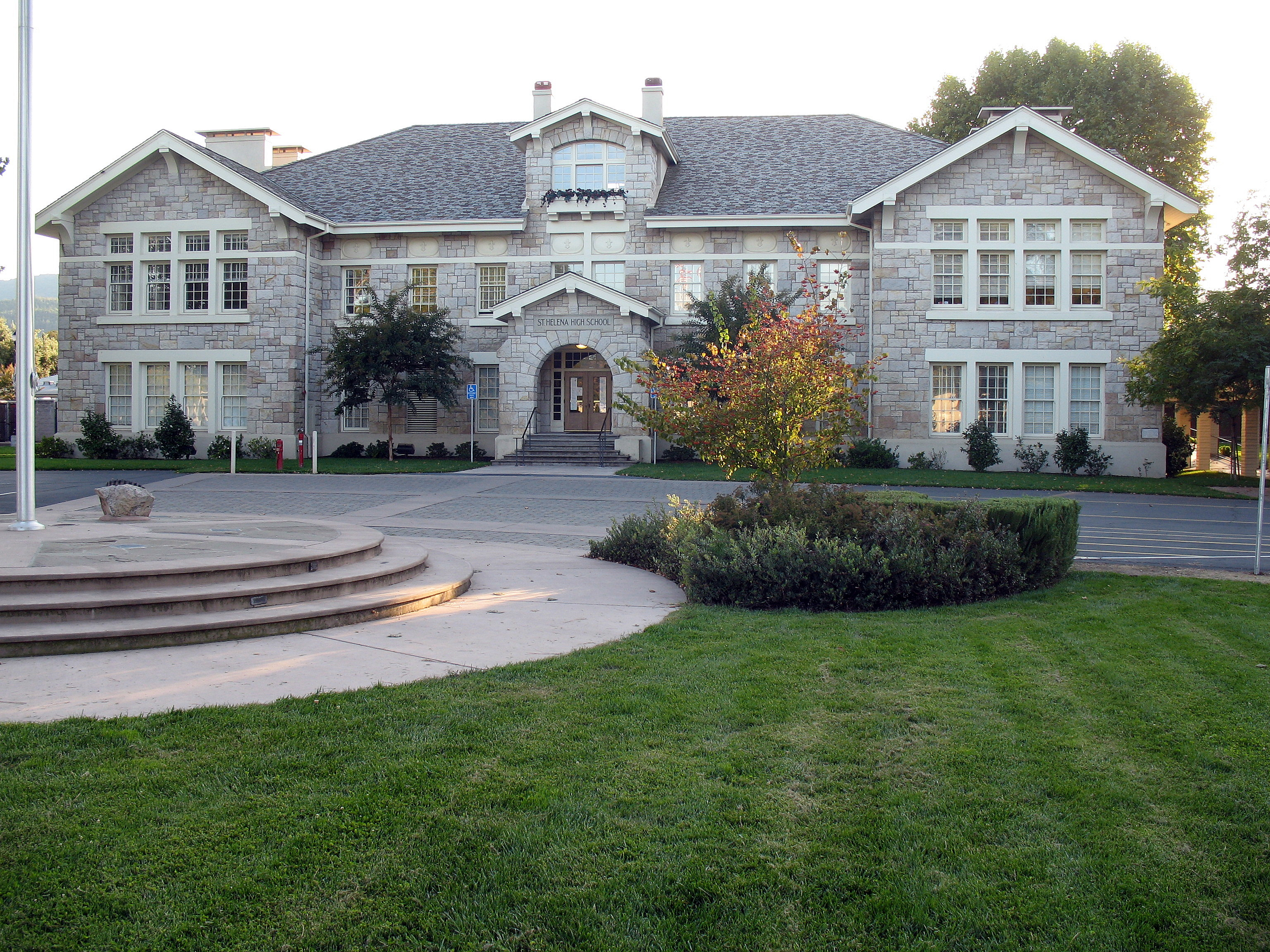
Старшая школа Сент-Хелины
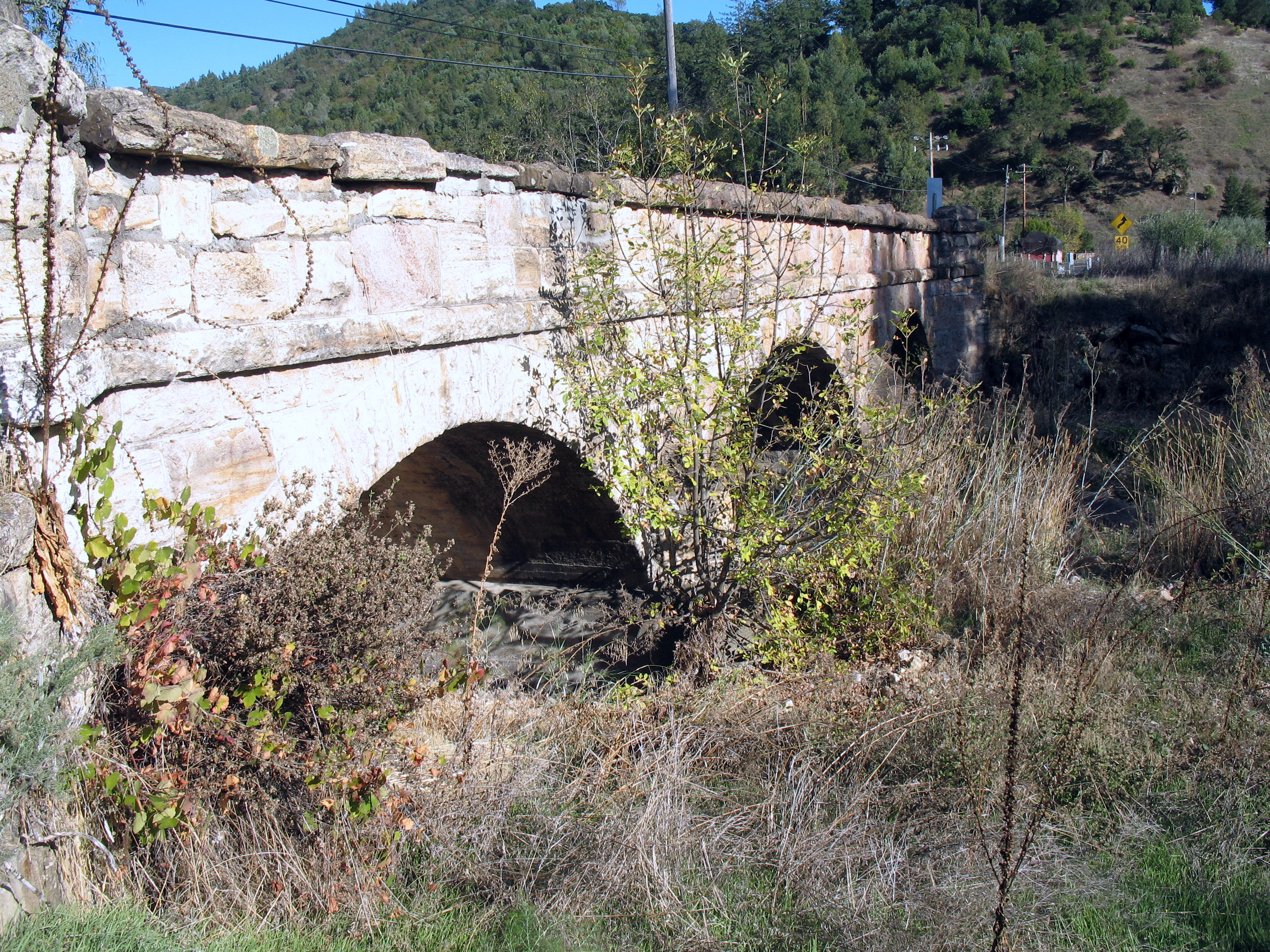
Мост Гарнетт-Крик
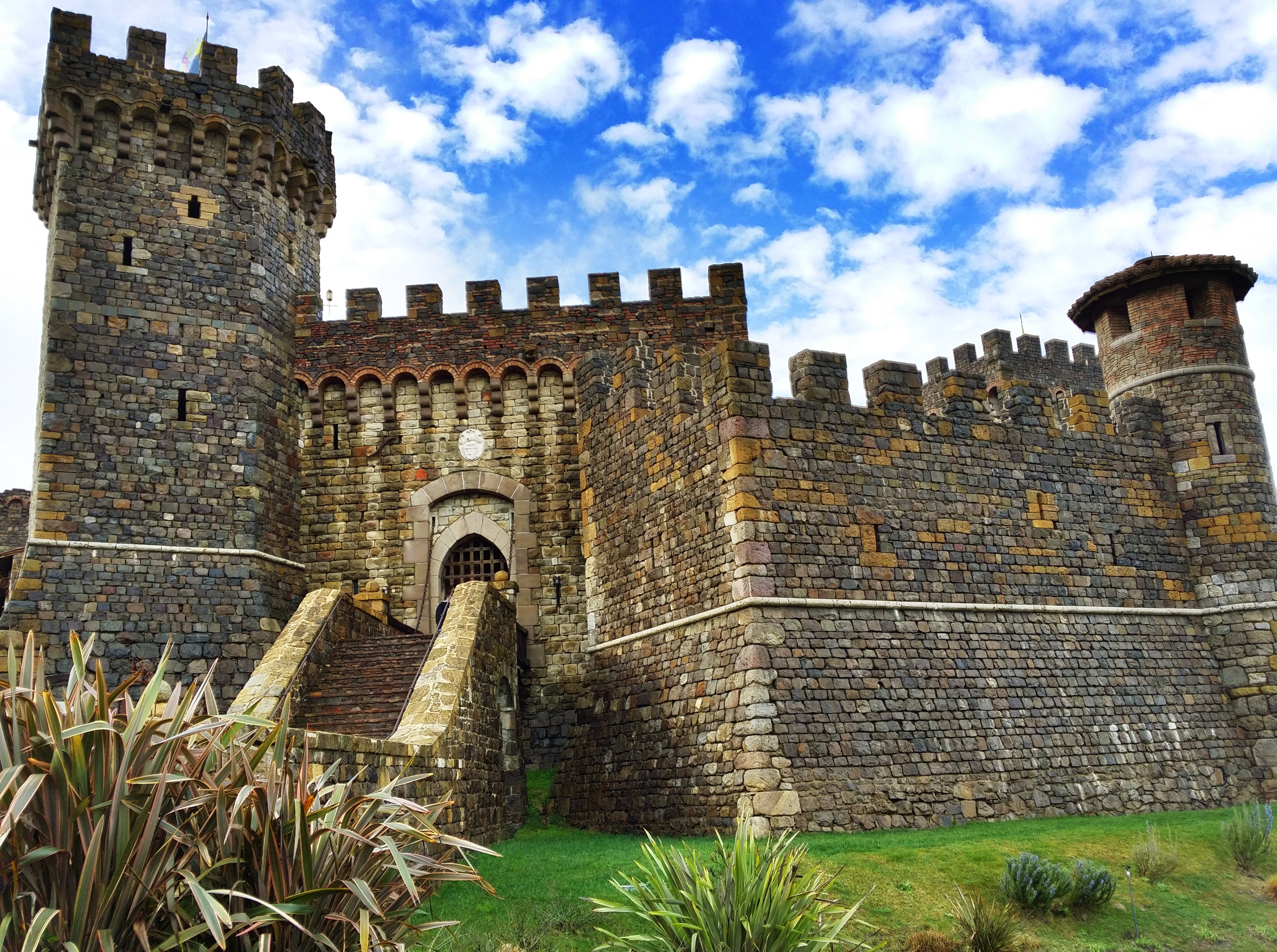
Замок Кастелло-ди-Амороса

## Демография
На всём протяжении существования округа его население неуклонно росло. В начале 1980-х годов была преодолена планка в 100 000 человек.
2000
По переписи 2000 года в округе Напа проживали 124 279 жителей, было 45 402 домохозяйства, 30 691 семья. О происхождении своих предков горожане сообщили следующее: немцы — 11,9 %, англичане — 9,7 %, ирландцы — 8,6 %, итальянцы — 6,7 %. Родным языком английский являлся для 75,3 % населения, испанский — для 19,5 %, тагальский — для 1,1 %.
В 31,4 % домохозяйств проживали дети младше 18 лет, 53,2 % домохозяйств представляли собой супружеские пары, живущие совместно, 9,9 % — женщину — главу семьи без мужа, 32,4 % домохозяйств не являлись семьями. Средняя семья состояла из 3,16 человек. Средний возраст жителя округа составлял 38 лет. На 100 лиц женского пола приходилось 99,6 мужского, причём на 100 совершеннолетних женщин приходилось уже 97,4 мужчин сопоставимого возраста.
2009
По данным на 2009 год средний доход домохозяйства составил 68 541 доллар в год при среднем по штату 58 931 доллар. За чертой бедности жили 8,3 % жителей округа при среднем по штату 14,2 %.
2010
По переписи 2010 года в округе Напа проживали 136 484 жителя. Расовый состав был следующим: белые — 71,5 %, негры и афроамериканцы — 2 %, коренные американцы — 0,8 %, азиаты — 6,8 %, уроженцы тихоокеанских островов — 0,3 %, прочие расы — 14,7 %, смешанные расы — 4,1 %, латиноамериканцы (любой расы) — 32,2 %. Средний возраст жителя округа составлял 39 лет: 38 лет для мужчин и 41 год для женщин.
2012
По оценкам 2012 года в округе Напа проживали 139 045 человек. Средний возраст жителя округа составлял 39 лет при среднем по штату 35 лет. 45,4 % населения были мужского пола, 54,6 % — женского. 18,1 % жителей были рождены вне США при среднем по штату 26,2 %.
2013
По оценкам 2013 года в округе Напа проживали 140 326 человек.

## Политика
Политические предпочтения жителей округа достаточно уравновешены: с 1920 по 2012 годы в США состоялось 24 президентских выборов, и ровно в половине случаев избиратели отдавали предпочтение республиканцам или демократам. Последние 6 выборов, с 1992 года, лидируют демократы. Согласно политическому делению США округ Напа входит в 5-й конгрессионный район Калифорнии, с 2013 года его сенатором является Майк Томпсон.